# Gabrielle Deman
Gabrielle Deman, née le 27 janvier 1881 à Bruxelles, et morte 19 novembre 1962 à Ixelles, est une photographe et exploratrice belge. Gabrielle Deman est la première femme d’officier belge à avoir traversé le Congo de part en part. Elle rapporte de ces expéditions, une importante collection d'insectes, de rapports et de photos de la population autochtone qui est conservée au Musée royal de l'Afrique centrale dans le Fonds Gabrielle Sillye.

## Biographie
Gabrielle Eugénie Victoire Deman est née le 27 janvier 1881 à Bruxelles,. Elle grandit dans un milieu artistique aisé, elle est une des deux filles d'Edmond Deman, un éditeur d'art bruxellois et Constance Horwath. À partir de 1899, la famille vit au 86 rue de la Montagne dans le bâtiment qui abrite déjà la librairie. De nombreuses personnalités comme Émile Verhaeren, Maurice Maeterlinck, Henry Van de Velde, Félicien Rops, James Ensor et Édouard Manet fréquentent le cercle littéraire de son père et lui sont familières,.
Gabrielle Deman décide de devenir scientifique et exploratrice. L'environnement dans lequel elle grandit lui permet d'accéder aux études. Vers 1900, elle rencontre Albert Sillye (1867-1929), capitaine-commandant de la Force publique qui a déjà effectué deux mandats dans l'État indépendant du Congo. Ils se fiancent avant qu'Albert Sillye ne reparte en Afrique pour la troisième fois. Le couple correspond par lettres pendant trois ans pendant lesquels Gabrielle Deman se prépare à voyager avec lui pour son quatrième mandat. Elle étudie la photographie et la taxidermie, et apprend à nager, grimper et le secourisme d'urgence .

## Expéditions au Congo
Gabrielle Deman et Albert Sillye se marient en mars 1904 et partent le 2 juin 1904 pour Boma à bord du bateau ss Anversville. Gabrielle Deman est équipée d'un appareil photo prêté par le Musée royal de Tervuren. Elle participe à toutes les missions qui sont confiées à son mari. Ils voyagent trois semaines au Sénégal puis réalisent une mission d’inspection des transports au lac Tanganyika,,. 
Elle accompagne également l'expédition de reconnaissance du Luama. L'expédition se rend en train à Léopoldville, puis en bateau à vapeur à Stanleyville, en pirogue à Kasongo et enfin en caravane à Luamba. Les choses tournent régulièrement mal en cours de route et, à un moment, la rumeur de leur mort dans une chute d'eau se répand. Cependant, l'expédition atteint Kabambare, où commence le voyage de retour vers Stanleyville .Gabrielle Deman attrape des coléoptères et des papillons en cours de route, les installe et les envoie au musée de Tervuren. Elle envoie également mille cinq cents photos et descriptions des peuples autochtones au musée.
Gabrielle Deman est la première femme d’officier belge à avoir traversé le Congo de part en part. Elle n'est cependant pas la première femme, ni la première blanche, puisque les religieuses de l'ordre de la Charité et les missionnaires protestantes, présentes au Congo depuis longtemps, avaient déjà parcouru le pays.        
Durant l'été 1905, Albert Sillye devient chef de zone de Stanleyville. Bien que cela signifie la fin des grandes aventures pour Gabrielle Deman, elle apprécie la vie en Afrique, s'intéresse à la population autochtone et à leur philosophie Unbuntu. Elle participe à la vie officielle de son mari et l'aide parfois dans son travail,. Elle n'est qu'occasionnellement confrontée aux horreurs de cette période, et, selon sa biographe, Herlinde Leyssens, elle n'a probablement pas réalisé l'ampleur de ce qu'elle a vu. Dans ses rapports elle mentionne tout de même avoir rencontré des personnes aux mains coupées.        
Le couple rentre en Belgique en juin 1907. Albert Sillye décède en novembre 1929. Gabrielle Deman reste très active dans les cercles coloniaux, notamment l’Association des vétérans coloniaux. Durant les années 1950, elle donne des conférences et écrit divers articles sur son expérience africaine dans les années 1950.           
À la suite de son décès le 19 novembre 1962, elle est inhumée au cimetière de Stavelot.           

## Postérité
Gabrielle Deman laisse plus de cinq mille pages de rapport, de photos et de lettres. Son héritage est conservé dans le Fonds Gabrielle Sillye des archives de l'AfricaMuseum. Il comprend notamment 14 carnets de route et de nombreuses photos prises par Gabrielle Deman ainsi que des lettres envoyées par Albert Syllie à sa fiancée Gabrielle Deman et des lettres envoyées du Congo par Gabrielle Deman à sa famille.
Le roman Kongokorset d'Herlinde Leyssens, publié par les éditions Vrijdag (nl) en 2018, s'inspire largement des récits de Gabrielle Deman. 
Son portrait a été peint par Théo Van Rysselberghe, artiste-peintre de renom. 

## Distinctions
- Médaille des vétérans de l'État indépendant du Congo.
- Médaille d'or de S.M. le roi Léopold II.